# Máel Brigte mac Tornáin
Máel Brigte mac Tornáin également nommé Maelbrigte mac Durnan (mort le 22 février 927  est un ecclésiastique irlandais qui fut abbé d'Armagh et le premier  Coarb de  Coluim Cille   c'est-à-dire  « successeur de Colomba », abbé d'Iona, non résident.

## Origine
Máel Brigte est un membre éloigné de la lignée royale de Colomba d'Iona les O'Neill de Tir Conail. Il est issu du Cenel Bogaine un sept du Cenél Conaill dans l'actuel  comté de Donegal. Deux de ses cousins seront aussi des membres de la paruchia de Colomba : le premier son cousin Dubhthach mac Dubáin († 938), abbé de Raphoe, lui succède à d'Iona, le second Caencomhrac († 929) sera abbé et évêque de Derry.

## Abbé d'Armagh et d'Iona
Máel Brigte commence sa carrière à Armagh où il devient abbé en 883 après la mort de Cathassach mac Robartaig. Après la mort le 20 avril 891 de l'abbé d'Iona Flan mac Máele Duin il est nommé également « abbé d'Iona en Irlande et en Écosse ». Ce cumul de fonctions démontre le désarroi dans lequel se trouve le clergé irlandais devant les dévastations perpétrées par les Vikings en mer d'Irlande et l'appauvrissement voire la destruction des communautés religieuses qui en découle. Iona semble d’ailleurs avoir été inoccupée à cette époque. En 893 Máel Brigte intervient pour régler un conflit tribal à Whitsuntide dans le comté d'Armagh en imposant à un des partis un tribut de 630 vaches et en exécutant par pendaison quatre hommes d'Ulster. En 913 il se déplace dans le sud jusqu'au Munster afin de payer la rançon d'un pèlerin des Bretons, sans doute une autre victime des Vikings. L'évangéliaire de Mac Durnan conservé dans la bibliothèque de Lambeth Palace  est un ensemble des quatre évangiles compilés et illuminés en Irlande et qui selon le poème en latin d'un scribe anglo-saxon ont été donnés à la  cathédrale de Canterbury  par le roi et bibliophile Athelstan († 939). Le texte des évangiles est associé à Maeielbrithus mac Durnan qui aurait initialement offert l'ouvrage au roi